# Paratrichius turnai
Paratrichius turnai är en skalbaggsart som beskrevs av Krajcik 2007. Paratrichius turnai ingår i släktet Paratrichius och familjen Cetoniidae. Inga underarter finns listade i Catalogue of Life.